# BRIT Awards 1998
La XVIII edizione dei BRIT Awards si tenne nel 1998 presso la London Arena. Lo show venne condotto da Ben Elton.

## Vincitori
- Miglior produttore britannico: The Verve, Chris Potter and Youth
- Miglior album per numero di vendite: Spice Girls
- Miglior colonna sonora: "Full Monty - Squattrinati organizzati"
- Miglior album britannico: The Verve – "Urban Hymns"
- Rivelazione britannica: Stereophonics
- British dance act: The Prodigy
- Cantante femminile britannica: Shola Ama
- Gruppo britannico: The Verve
- Cantante maschile britannico: Finley Quaye
- Singolo britannico: All Saints – "Never Ever"
- British Video: All Saints  – "Never Ever"
- Freddie Mercury award: Sir Elton John
- Rivelazione internazionale: Eels
- International female: Björk
- Gruppo internazionale: U2
- International male: Jon Bon Jovi
- Outstanding contribution: Fleetwood Mac